# Carl von und zu Mansbach
Carl von und zu Mansbach, född den 23 mars 1790, död den 17 juni 1867 på Mansbach, var en svensk-norsk militär och diplomat. Han var son till Johan Frederik von und zu Mansbach och far till Adalbert von und zu Mansbach. 
von und zu Mansbach blev 1816 major, överadjutant hos Karl XIII och kabinettskammarherre. Han var 1822–1828 chef för krigsskolan i Kristiania, blev 1828 generalmajor och chef på Bergenhus, 1839 generallöjtnant och medlem av den samma år tillsatta svensk-norska unionskommittén, vars norske ordförande han var i fem år. Åren 1847–1857 var han svensk-norsk envoyé, efter vartannat i Haag, Wien, Berlin och Dresden, samt var 1857–1858 medlem av interimsregeringen.